# Oldenburger Versicherungsgesellschaft

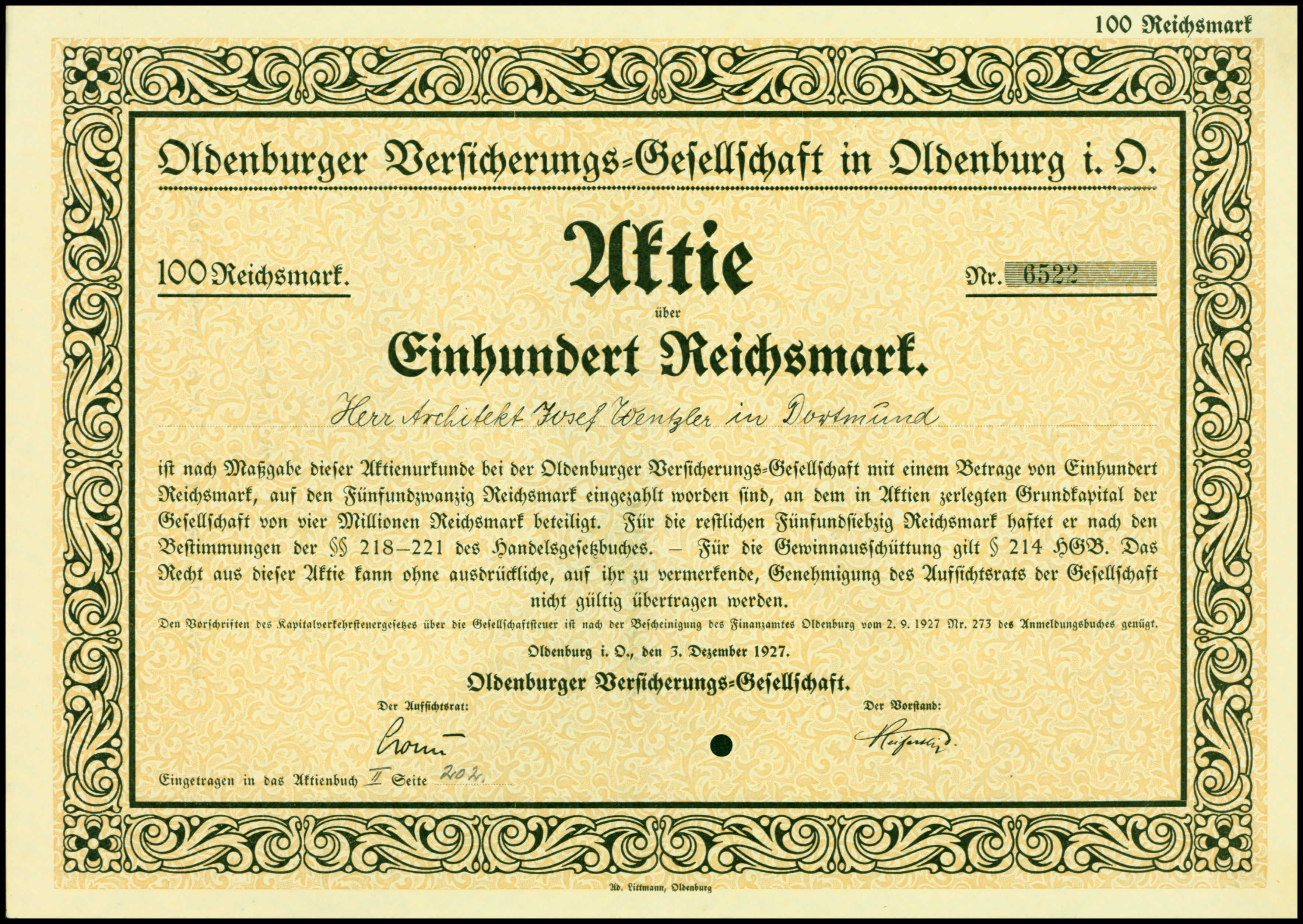
Namensaktie über 100 RM der Oldenburger Versicherungs-Gesellschaft vom 3. Dezember 1927

Die Oldenburger Versicherungsgesellschaft war eine deutsche Versicherungsgesellschaft.
Sie wurde 1857 durch den Oldenburger Ratsherrn Friedrich Ritter (1801–1884) zunächst zum Betrieb der Feuerversicherung im Großherzogtum Oldenburg gegründet. Die Versicherung dehnte ihren Tätigkeitsbereich bald auf nahezu ganz Deutschland aus. Einbruchdiebstahl- und Glasversicherungen wurden um das Jahr 1900 herum erstmals angeboten. Spätestens 1925 hatte das Unternehmen seinen Sitz in de Bahnhofstraße 7 in Oldenburg. Das dortige Direktionsgebäude befand sich im Eigentum der Versicherungsgesellschaft. Vom Jahr 1910 an wurden auch Versicherungen gegen indirekte Schäden angeboten, insbesondere gegen Miet- und Betriebsverlust, in den 1920er Jahren auch Transport-, Reisegepäck-, Einheits-, Aufruhr- und Valorenversicherungen, in den 1930er Jahren auch Filmversicherungen. In ihrer Bilanz für das Jahr 1924 gibt die Rückversicherungs-Vereinigung-AG, Teil der Vaterländische und Rhenenia Rückversicherungs-AG, über Aktien entsprechend 75 Prozent des Grundkapitals der Oldenburger Versicherungsgesellschaft zu verfügen. 1925 wurde die vormalige Notierung der Aktien an der Berliner Börse eingestellt. 1929 beschloss die Vaterländische und Rhenenia nach vorausgegangenen verlustreichen Geschäftsjahren eine Fusion mit dem Versicherungsunternehmen Nordstern. In diesem Rahmen wurden zum Ausgleich der Bilanz unter anderem Aktien der Oldenburger Versicherungsgesellschaft im Wert von gut 3 Millionen Reichsmark verkauft, was rund 75 Prozent des Stammkapitals entsprach. Spätestens im Jahr 1929 war die Aachener und Münchener Feuer-Versicherung Mehrheitsaktionärin der Gesellschaft, deren Anteil in den Folgejahren konstant mit rund 75 Prozent angegeben wurde. Nach dem Zweiten Weltkrieg kamen Hausrat, Sturmschaden, Schiffs- und Luftfahrtkasko, Sportboote, Kühlgüter und Ausstellungsgegenstände als weitere Versicherungsfelder hinzu. Die Oldenburger Versicherungsgesellschaft fusionierte 1969 mit der Aachener und Münchener Feuer-Versicherung.
Nach dem Abschluss für das Jahr 1895 betrug die Bilanzsumme gut 5 Millionen Mark, nach dem für 1908 gut 7 Millionen Mark, nach dem für 1918 gut 9 Millionen Mark, nach dem für 1928 6,2 Millionen Reichsmark, nach dem für 1938 6,5 Millionen Reichsmark. Für das Jahr 1953 wurde erstmals eine Bilanz in Deutsche Mark ausgewiesen, mit einer Summe von rund 3,5 Millionen D-Mark.